# Эстония на зимних Олимпийских играх 2010
Эстония на зимних Олимпийских играх 2010 была представлена 30 спортсменами в трёх видах спорта.

## Медалисты
| Серебро |                      |                                                |            |
| №       | Спортсмены           | Вид спорта (дисциплина)                        | Дата       |
| 1       | Кристина Шмигун-Вяхи | Лыжные гонки (10 км свободным стилем, женщины) | 15 февраля |

## Результаты соревнований

### Биатлон
Мужчины
| Соревнование         | Спортсмены                                               | Стрельба    | Результат | Место |
| -------------------- | -------------------------------------------------------- | ----------- | --------- | ----- |
| Спринт               | Индрек Тобрелутс                                         | 0+1         | 26:18,9   | 31    |
| Спринт               | Каури Кыйв                                               | 1+1         | 26:56,0   | 48    |
| Спринт               | Роланд Лессинг                                           | 2+1         | 27:26,0   | 62    |
| Спринт               | Марттен Калдвее                                          | 2+1         | 28:07,7   | 74    |
| Гонка преследования  | Индрек Тобрелутс                                         | 2+0+2+1     | 37:29,0   | 48    |
| Гонка преследования  | Каури Кыйв                                               | 0+1+2+1     | 37:45,5   | 50    |
| Индивидуальная гонка | Прийт Викс                                               | 1+0+0+0     | 51:38,1   | 20    |
| Индивидуальная гонка | Каури Кыйв                                               | 1+0+1+1     | 53:22,4   | 44    |
| Индивидуальная гонка | Роланд Лессинг                                           | 3+0+1+1     | 55:29,8   | 65    |
| Индивидуальная гонка | Марттен Калдвее                                          | 1+1+2+2     | 57:56,7   | 81    |
| Эстафета             | Прийт Викс, Каури Кыйв, Индрек Тобрелутс, Роланд Лессинг | 03+13+01+23 | 1:28:16,5 | 14    |

Женщины
| Соревнование         | Спортсмены                                               | Стрельба    | Результат | Место |
| -------------------- | -------------------------------------------------------- | ----------- | --------- | ----- |
| Спринт               | Эвели Сауе                                               | 1+1         | 22:23,3   | 55    |
| Спринт               | Кадри Лехтла                                             | 2+0         | 22:34,2   | 64    |
| Спринт               | Кристель Вийгипуу                                        | 0+2         | 23:57,1   | 83    |
| Спринт               | Сирли Ханни                                              | 2+0         | 23:57,8   | 84    |
| Гонка преследования  | Эвели Сауе                                               | 1+2+4       | LAP       | 58    |
| Индивидуальная гонка | Эвели Сауе                                               | 1+0+0+1     | 42:27,9   | 42    |
| Индивидуальная гонка | Кадри Лехтла                                             | 1+0+1+0     | 45:43,0   | 45    |
| Эстафета             | Кадри Лехтла, Эвели Сауе, Сирли Ханни, Кристель Вийгипуу | 04+02+14+16 | 1:17:55,5 | 18    |

### Лыжные виды спорта

#### Горнолыжный спорт
Мужчины
| Соревнование      | Спортсмены  | 1 спуск | 2 спуск | Всего   | Место |
| ----------------- | ----------- | ------- | ------- | ------- | ----- |
| Гигантский слалом | Дейвид Опря | 1:29,27 | 1:31,51 | 3:00,78 | 66    |
| Слалом            | Дейвид Опря | DNF     | —       | —       | —     |

Женщины
| Соревнование      | Спортсмены    | 1 спуск | 2 спуск | Всего   | Место |
| ----------------- | ------------- | ------- | ------- | ------- | ----- |
| Гигантский слалом | Тийу Нурмберг | DNF     | —       | —       | —     |
| Слалом            | Тийу Нурмберг | 58,91   | 59,08   | 1:57,99 | 42    |

#### Лыжные гонки
Мужчины
Дистанция
| Соревнование           | Спортсмен                                      | Результат | Место |
| ---------------------- | ---------------------------------------------- | --------- | ----- |
| 15 км свободным стилем | Айвар Рехемаа                                  | 36:13,5   | 51    |
| 15 км свободным стилем | Карел Таммъярв                                 | 37:38,4   | 67    |
| Гонка преследования    | Айвар Рехемаа                                  | 1:21:15,8 | 37    |
| Гонка преследования    | Каспар Кокк                                    | 1:22:40,3 | 42    |
| Гонка преследования    | Карел Таммъярв                                 | 1:23:02,9 | 46    |
| Масс-старт             | Андрус Веэрпалу                                | 2:05:41,6 | 6     |
| Масс-старт             | Яак Маэ                                        | 2:10:41,3 | 30    |
| Масс-старт             | Айвар Рехемаа                                  | 2:10:57,6 | 34    |
| Масс-старт             | Алго Кярп                                      | 2:13:49,6 | 41    |
| Эстафета               | Алго Кярп, Яак Маэ, Айвар Рехемаа, Каспар Кокк | 1:51:41,2 | 14    |

Спринт
| Соревнование     | Спортсмены                    | Квалификация | Квалификация | Четвертьфинал | Четвертьфинал | Полуфинал | Полуфинал | Финал     | Финал     |
| Соревнование     | Спортсмены                    | Результат    | Место        | Результат     | Место         | Результат | Место     | Результат | Место     |
| ---------------- | ----------------------------- | ------------ | ------------ | ------------- | ------------- | --------- | --------- | --------- | --------- |
| Спринт           | Пеэтер Кюммель                | 3:37,99      | 9            | 3:42,4        | 3             | не прошёл | не прошёл | не прошёл | не прошёл |
| Спринт           | Тимо Симонлатсер              | 3:40,65      | 25           | 3:43,2        | 6             | не прошёл | не прошёл | не прошёл | не прошёл |
| Спринт           | Анти Саарепуу                 | 3:45,44      | 42           | не прошёл     | не прошёл     | не прошёл | не прошёл | не прошёл | не прошёл |
| Спринт           | Кейн Эйнасте                  | 3:59,19      | 59           | не прошёл     | не прошёл     | не прошёл | не прошёл | не прошёл | не прошёл |
| Командный спринт | Анти Саарепуу, Пеэтер Кюммель |              |              |               |               | 19:27,6   | 8         | не прошли | не прошли |

Женщины
Дистанция
| Соревнование         | Спортсмены           | Результат | Место |
| -------------------- | -------------------- | --------- | ----- |
| Индивидуальная гонка | Кристина Шмигун-Вяхи | 25:05,0   | 2     |
| Индивидуальная гонка | Татьяна Маннима      | 28:13,0   | 57    |
| Гонка преследования  | Татьяна Маннима      | 44:24,2   | 43    |
| Гонка преследования  | Кристина Шмигун-Вяхи | DNF       | —     |
| Гонка преследования  | Кайя Удрас           | DNF       | —     |
| Масс-старт           | Кристина Шмигун-Вяхи | 1:35:27,2 | 27    |
| Масс-старт           | Татьяна Маннима      | 1:40:51,3 | 41    |

Спринт
| Соревнование     | Спортсмены              | Квалификация | Квалификация | Четвертьфинал | Четвертьфинал | Полуфинал | Полуфинал | Финал     | Финал     |
| Соревнование     | Спортсмены              | Результат    | Место        | Результат     | Место         | Результат | Место     | Результат | Место     |
| ---------------- | ----------------------- | ------------ | ------------ | ------------- | ------------- | --------- | --------- | --------- | --------- |
| Спринт           | Кайя Удрас              | 3:51,05      | 31           | не прошла     | не прошла     | не прошла | не прошла | не прошла | не прошла |
| Спринт           | Трийн Оясте             | 3:52,31      | 37           | не прошла     | не прошла     | не прошла | не прошла | не прошла | не прошла |
| Командный спринт | Трийн Оясте, Кайя Удрас |              |              |               |               | 20:02,2   | 8         | не прошли | не прошли |

### Фигурное катание
| Соревнование              | Спортсмены                   | Обязательный танец | Обязательный танец | Короткая программа/ оригинальный танец | Короткая программа/ оригинальный танец | Произвольная программа/ произвольный танец | Произвольная программа/ произвольный танец | Всего     | Всего |
| Соревнование              | Спортсмены                   | Результат          | Место              | Результат                              | Место                                  | Результат                                  | Место                                      | Результат | Место |
| ------------------------- | ---------------------------- | ------------------ | ------------------ | -------------------------------------- | -------------------------------------- | ------------------------------------------ | ------------------------------------------ | --------- | ----- |
| Женское одиночное катание | Елена Глебова                |                    |                    | 50,80                                  | 20                                     | 83,39                                      | 22                                         | 134,19    | 21    |
| Парное катание            | Мария Сергеева / Илья Глебов |                    |                    | 42,18                                  | 18                                     | 82,72                                      | 19                                         | 124,90    | 19    |
| Танцы на льду             | Ирина Шторк / Таави Ранд     | 21,73              | 23                 | 35,21                                  | 23                                     | 58,24                                      | 23                                         | 115,18    | 23    |